# Орто-Нура
Орто-Нура (кирг. Орто-Нура) — село в Нарынском районе Нарынской области Кыргызстана. Входит в состав Чет-Нуринского аильного округа.
Расположено на берегу реки Орто-Нура. Районный центр Нарын расположен в 25 км к северо-востоку от села.
Возникло в 1930 году.
Население в 2009 году составляло 1542 человек
Местное население, в основном, занято в животноводстве.
В селе имеется средняя школа, 2 библиотеки, детский сад, общественно-культурный центр, больница и аптека. Есть несколько магазинов.
В селе установлен памятник павшим в годы Великой Отечественной войны.

## Известные уроженцы
- Акматалиев, Эрназар Кубатбекович (род.1998) — киргизский борец вольного стиля, участник Олимпийских игр в Токио.